# Römische Villa Kohlerfeld

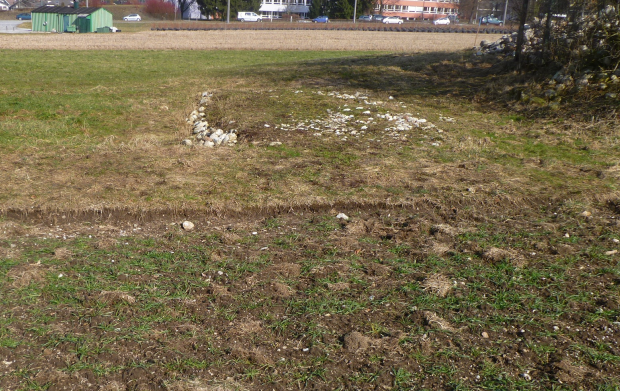
Heutiges Gelände der römischen Villa Kohlerfeld

Planskizze zur römischen Villa Kohlerfeld von 1870

Die Römische Villa Kohlerfeld liegt im Stadtteil Aigen der österreichischen Stadt Salzburg auf der rechten Straßenseite der Aigner Straße stadtauswärts Richtung Glasenbach, kurz vor der Ursulinenschule.

## Grabungsgeschichte
Durch erste Probegrabungen von 1817 ist die Existenz einer Villa rustica in diesem Bereich bekannt. Durch zwei Schutthügel sind Gebäude markiert, von denen eines mit Fußbodenheizungen und Mosaiken freigelegt wurde. 1869/70 wurden angesichts von Planierungsmaßnahmen durch den Besitzer weitere Grabungen in dem bereits teilfreigelegten Gebäude sowie am zweiten größeren Schutthügel weiter nördlich durchgeführt. 1907 erfolgten zusätzliche Grabungen südwestlich des großen Schutthügels. 1990 wurden Teile eines norisch-pannonischen Grabhügels südlich der Ruinenfläche untersucht.

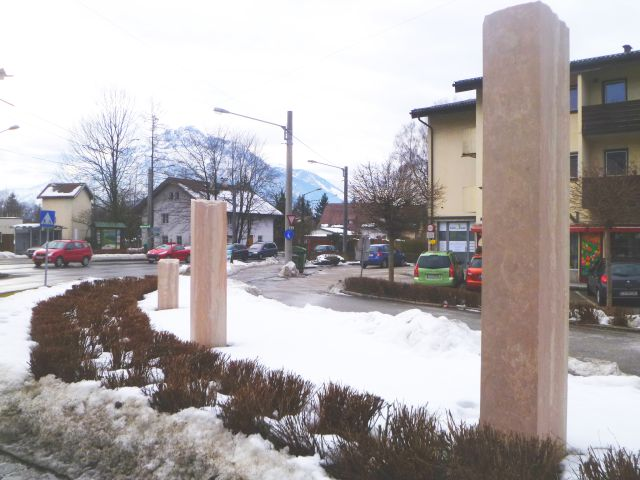
Glasenbach: Römerdenkmal

2006 wurde eine geophysikalische Prospektion des gesamten Geländes vorgenommen. Dabei wurde eine Fläche von 6 ha geomagnetisch untersucht. Weitere Prospektionen erfolgten mittels Bodenradar und Geoelektrik. Die Messergebnisse führten zur Aufdeckung zahlreicher weiterer Gebäude und der Umfassungsmauer der Gesamtanlage im Umfeld der Altgrabungen. Auch ein Nekropolenbereich wurde bei der Villenanlage festgestellt. Dies ermöglicht Aussagen hinsichtlich des Verlaufs der Römerstraße Virunum–Iuvavum in diesem Bereich.

## Situation heute
Das Gelände ist heute eingeebnet und die römischen Mauern sind so gut wie nicht erkennbar. Eine archäologisch-kunstgeschichtliche Betreuung (etwa im Sinn eines Hinweisschildes) findet derzeit nicht statt. Einige der Funde werden im Salzburg Museum aufbewahrt, die an Ort und Stelle verbliebenen Objekte sind durch landwirtschaftliche Einwirkungen zerstört worden.
Am Ortseingang von Elsbethen-Glasenbach erinnert ein Denkmal mit zerbrochenen römischen Säulen an die Vergangenheit.